# Alfredo Diana
Alfredo Luigi Diana (Roma, 2 giugno 1930 – Napoli, 12 agosto 2025) è stato un politico italiano.
È stato esponente della Democrazia Cristiana, oltre che ministro, senatore e parlamentare europeo.

## Biografia
Laureato in agraria all'Università Federico II, è pronipote dell'ex senatore del Regno d'Italia Giovanni Diana, figlio dell'ambasciatore Pasquale Diana era discendente di un'antica famiglia pugliese ed ereditò il titolo di marchese. Sposò Olga Millo dei conti di Casalgiate dalla quale ebbe quattro figli tra cui Francesca Romana e il financial advisor Giovanni Diana.
È stato presidente della Confagricoltura dal 1969 al 1977.
Eletto deputato europeo alle elezioni europee del 1979 per le liste della DC, è stato membro della commissione per l'agricoltura e della delegazione al comitato misto Parlamento europeo/Corti spagnole.
Eletto presidente della Federazione Nazionale dei Cavalieri del Lavoro nel 1981, è rimasto in carica fino ad ottobre 2001; successivamente ne è stato nominato presidente onorario.
Esperto del settore agricolo, è stato senatore della Repubblica dal 1983 al 1992. Ha ricoperto, nel Governo Amato I e nel Governo Ciampi, la carica di Ministro dell'agricoltura e delle foreste (dicastero poi ridenominato Ministero per il coordinamento delle politiche agricole, alimentari e forestali', a seguito del referendum abrogativo del 1993, e successivamente Ministero delle risorse agricole, alimentari e forestali). Manterrà la guida del dicastero fino al maggio 1994.